# IShares
iShares er en samling af børshandlede fonde (ETF'er), som forvaltes af BlackRock, der erhvervede brandet og forretningen fra Barclays i 2009. De første iShares ETF'er var kendt som World Equity Benchmark Shares (WEBS), men er siden blevet rebranded.
De fleste iShares-fonde følger et obligations- eller aktiemarkedsindeks, selvom nogle er aktivt forvaltede. Børsnoterede børser, der opfører iShares-fonde, inkluderer London Stock Exchange, American Stock Exchange, New York Stock Exchange, BATS Global Markets, Hong Kong Stock Exchange, Bolsa Mexicana de Valores, Toronto Stock Exchange, Australian Securities Exchange, BM&F Bovespa og en række europæiske og asiatiske børser. iShares er den største udsteder af ETF'er i USA og globalt.